# Sakugan
Sakugan (サクガン?  anteriormente titulado Sacks&Guns!!) es una serie  anime de televisión producida por Satelight. Está dirigida y escrita por Jun'ichi Wada, con diseños de personajes de Yūji Iwahara y música de Tatsuya Kato.  Se estrenó en octubre de 2021.
Es una adaptación de la novela Sakugan Labyrinth Marker, escrita por Nekotarō Inui, que se envió al Proyecto Anima, una colaboración de 2018 entre DeNA, Sotsu y Bunka Housou que aceptó presentaciones de historias del público en general. Sakugan Labyrinth Marker fue el subcampeón en la categoría "Ciencia-Ficción / Robot".

## Sinopsis
En un futuro lejano, la humanidad vive codo con codo en una estrecha "Colonia" dividida por el lecho de roca. Fuera de la colonia se extiende una peligrosa zona sin desarrollar conocida como "El Laberinto".
Los que arriesgan su vida para explorar el Laberinto y marcar las zonas no desarrolladas se conocen como "Markers". Memempu es una joven que quiere convertirse en Marker, y Gagumber es un hombre que dejó de ser Marker. Este equipo de padre e hija está a punto de enfrentarse al Laberinto.

## Personajes
Memempu (メメンプー Memempū?)
Voz por: Kanon Amane, Susana Moreno (español latino)
La hija de Gagumber de nueve años. Memempu es increíblemente inteligente para su edad, ya se graduó de la universidad. A menudo ve visiones de una estructura imponente en algún lugar de la superficie en sus sueños y busca convertirse en un Marker para encontrar este lugar a pesar de la resistencia de su padre. Como tal, los dos a menudo están en desacuerdo entre sí, y Memempu ve a Gagumber como un vago torpe.
Gagumber (ガガンバー Gaganbā?)
Voz por: Hiroki Tōchi, Héctor Estrada (español latino)
El padre soltero de Memempu, un ex Marker convertido en minero de mineral una vez conocido como "Gale-Force Gagumber" que se resiste activamente al deseo de Memempu de convertirse en un Marker y encontrar un camino a la superficie, viéndola demasiado joven para intentar un viaje tan peligroso a pesar de su inteligencia. Su esposa, la madre de Memempu, los dejó hace algún tiempo. Posee el Mark Bot "Big Tony", una máquina minera que puede cambiar entre una forma humanoide y una forma de vehículo similar a un tanque que él y Memempu usan para explorar el Laberinto.
Zackletu (ザクレットゥ Zakurettu?)
Voz por: Kana Hanazawa, Xóchitl Ugarte (español latino)
Un conocido ladrón buscado por todo el subterráneo que viaja por el Laberinto en una motocicleta todoterreno de alta velocidad. Se encuentra con Gagumber y Memempu en la colonia Jolly-Jolly de temática italiana, salvando la vida de Gagumber a cambio de una suma exorbitante de dinero que luego le dice que no tiene. Como resultado, Zackletu afirma que seguirá a la pareja padre-hija hasta los confines del mundo hasta que reciba su pago.
Yuri (ユーリ Yūri?)
Voz por: Toshiyuki Toyonaga, Alan Fernando Velázquez (español latino)
Merooro (メローロ Merōro?)
Voz por: Yoshimasa Hosoya, Roberto Mendiola (español latino)
Un agente imperturbable de la Oficina de Regulación encargado de mantener la ley y el orden en el subterráneo. También busca preservar el conocimiento antiguo para las generaciones futuras y le apasionan temas como la historia y la naturaleza.
Lynda (リンダ Rinda?)
Voz por: Minami Tsuda, Casandra Acevedo (español latino)
Amiga y "compañera" de Memempu, una joven Marker que apoya y anima los sueños de Memempu y actúa como una hermana mayor. Como Marker, está oficialmente asociada con su padre, Walsh. Trágicamente, pierde la vida cuando ella y su padre se mudan para interceptar un ataque kaiju, pero su muerte inspira a Memempu a convertirse en un Marker.
Rufus (ルーファス Rūfasu?)
Voz por: Hikaru Midorikawa, Miguel de León (español latino)
Boss (ボス Bosu?)
Voz por: Tsuyoshi Koyama, Javier Rivero (español latino)
Mūro (ムゥロ Muro?)
Voz por: Misaki Watada, Liliana Barba (español latino)
DJ K
Voz por: Hiroshi Kamiya, Edgar Pedroza (español latino)

## Adaptaciones

### Anime
El anime originalmente estaba programado para estrenarse en 2020, pero se retrasó hasta octubre de 2021.  La serie se estrenó el 7 de octubre de 2021 en Tokyo MX, MBS, y BS11.
El tema de apertura, "Kо̄kotsu Labyrinth" ("Laberinto encantado"), fue interpretado por Masaaki Endoh, mientras que el tema de cierre, "Shine", fue interpretado por MindaRyn. Crunchyroll obtuvo la licencia de la serie fuera de Asia. Bilibili obtuvo la licencia para el Sureste Asiático.
El 28 de octubre de 2021, Crunchyroll anunció que la serie había recibido un doblaje tanto en inglés como en español latino, la cual se estrenó el 18 de noviembre.
| #  | Título                 | Director                                                                                         | Estreno                 |
| -- | ---------------------- | ------------------------------------------------------------------------------------------------ | ----------------------- |
| 1  | «FATHERS&DAUGHTERS»    | Tenpei Mishio                                                                                    | 7 de octubre de 2021    |
| 2  | «GOOD DAY, GOOD BYE»   | Hitomi Ezoe                                                                                      | 14 de octubre de 2021   |
| 3  | «BRAINS&HEARTS»        | Hidekazu Sato                                                                                    | 21 de octubre de 2021   |
| 4  | «LADIES&GENTLEMEN»     | Hiro Ōki                                                                                         | 28 de octubre de 2021   |
| 5  | «NO WORK, NO LIFE»     | Tomo Ōkubo                                                                                       | 4 de noviembre de 2021  |
| 6  | «JUSTICE FOR VILLAINS» | Tenpei Mishio                                                                                    | 11 de noviembre de 2021 |
| 7  | «ON THE ROAD»          | Hitomi Ezoe                                                                                      | 18 de noviembre de 2021 |
| 8  | «MEMORIES&REGRETS»     | Yoshito Mikamo                                                                                   | 25 de noviembre de 2021 |
| 9  | «END OF VACATION»      | Masahiro Okamura, Hiro Ōki y Kazunobu Shimizu                                                    | 2 de diciembre de 2021  |
| 10 | «OH MY TONNY»          | Masato Kitagawa                                                                                  | 9 de diciembre de 2021  |
| 11 | «SOUND OF DREAM»       | Masahiro Okamura, Kazunobu Shimizu, Toshiaki Nagano, Hiroki Ikeshita, Takeshi Nishino y Hiro Ōki | 16 de diciembre de 2021 |
| 12 | «TO BE CONTINUED»      | Tenpei Mishio y Jun'ichi Wada                                                                    | 23 de diciembre de 2021 |

### Manga
Una adaptación de manga de Keisuke Sato comenzó a serializarse en Manga UP! De Square Enix. sitio web el 13 de agosto de 2021.
 